# Melody (Lost Frequencies)
Melody is een nummer van de Belgische dj Lost Frequencies uit 2018, ingezongen door de Britse singer-songwriter James Blunt.
Lost Frequencies staat erom bekend zijn inspiratie buiten de dancemuziek te halen en ook in "Melody" doet hij dat met verve. Door de melodische gitaarstrums en James Blunt's vocalloops voelt de plaat country-achtig aan zonder dat het de link met de dancemuziek verliest. 